# 19番目のカルテ 徳重晃の問診
『19番目のカルテ 徳重晃の問診』（じゅうきゅうばんめのカルテ とくしげあきらのもんしん）は、富士屋カツヒトによる日本の漫画作品。医療原案：川下剛史。
WEBコミックサイト『ゼノン編集部』（コアミックス）内の「コミックぜにょん」レーベルにて、2019年12月20日から連載中。
2025年7月から、TBS系列にてテレビドラマが放送中。

## あらすじ
魚虎総合病院で勤務している滝野は、19番目に設置された総合診療科の徳重晃と出会う。

## 登場人物
徳重晃（とくしげ あきら）
魚虎総合病院に新設された総合診療科に勤務する総合診療医。男性。
少年時代、地域医療や離島医療に力を注ぐ医師・赤池登の存在を知り、その活動に感銘を受けて医療の道に進む決心をした。医科大学卒業後、金鳥総合病院にて臨床研修医として勤務。その後、離島・佑久島の診療所に赴任。島に常駐している赤池の下で医師としての心得をはじめ、広い視野を持って診療科の垣根に捉われることなく疾患を見極めるための経験を積み、多くを学ぶ。
総合診療医としての腕は確かなもので患者の訴える痛みや苦しみの原因を探るべく、生活習慣や環境、人間関係など多岐にわたる背景を問診で拾い上げることに長けている。
患者をはじめ、対峙する人に警戒心を抱かせない穏やかな表情と、何処か飄々とした物腰が特徴的。話している相手と意見や見解に相違があった場合でも一方的に否定せず、相手の意図することに耳を傾け洞察した上で改めて擦り合わせを行う。ただし、相手が命を軽んじている場合は語気を強めることがある。
趣味は街歩き。人を褒める時やテンションが上がった時などにサムズアップをする癖がある。
滝野みずき（たきの みずき）
整形外科の医師。女性。実直な性格で正義感が強く、意志の強さが窺える大きな瞳が印象的。溌溂とした行動力がある。
幼少期から柔道を嗜んでおり、小柄な体躯であるが大柄な成海科長を背負い投げ出来るほどの実力の持ち主。医科大学在学中は武道サークルに所属。サークル仲間の多くが整形外科専門医を志していたこともあり、滝野もそれに倣い整形外科の道に進んだ。
子どもの頃に読んだ本に描かれる「お医者さん」は万能で「なんでも治せる」と思い、憧れを募らせていた。また、地元には病院の数が少ないことから「なんでも治せるお医者さん」を志し、医大に進学。卒業後、魚虎総合病院整形外科で2年の研修期間を経て勤務するが、細分化された専門領域内で各々を極めることを良しとする現実と理想の狭間で葛藤していた。そんな折、新設された総合診療科に赴任してきた徳重が専門科目の垣根を取り払った幅広い視野と経験に裏打ちされた的確な診断を行った現場に立ち会い、その仕事に衝撃を受ける。理想とする「なんでも治せるお医者さん」を目指し総合診療科に転科した。
日頃から基礎体力作りを怠らず、ロードバイクで通勤している。大食漢である。

## 書誌情報
- 富士屋カツヒト・川下剛史（医療原案）『19番目のカルテ 徳重晃の問診』コアミックス〈ゼノンコミックス〉、既刊11巻（2025年6月20日現在）
  1. 2020年4月20日発売[2][3]、ISBN 978-4-86720-000-1
  2. 2020年11月19日発売、ISBN 978-4-86720-186-2
  3. 2021年6月18日発売、ISBN 978-4-86720-245-6
  4. 2021年11月20日発売、ISBN 978-4-86720-279-1
  5. 2022年5月20日発売、ISBN 978-4-86720-379-8
  6. 2022年10月20日発売、ISBN 978-4-86720-430-6
  7. 2023年2月20日発売、ISBN 978-4-86720-469-6
  8. 2023年10月20日発売、ISBN 978-4-86720-574-7
  9. 2024年4月19日発売、ISBN 978-4-86720-634-8
  10. 2024年10月19日発売、ISBN 978-4-86720-684-3
  11. 2025年6月20日発売 ISBN 978-4-86720-762-8

## テレビドラマ
『19番目のカルテ』のタイトルで、2025年7月13日からTBS系「日曜劇場」枠で放送中。主演は松本潤。

### キャスト

#### 主要人物
徳重晃（とくしげ あきら）
演 - 松本潤
医療法人社団 陽央会 魚虎総合病院に新設された総合診療科に所属する総合診療医。1983年11月18日生まれ。
過去に三ツ沢大学病院救急科、2018年頃の一時期、魚虎総合病院救急科非常勤医員として勤務歴がある。
滝野みずき（たきの みずき）
演 - 小芝風花
魚虎総合病院の整形外科の新米医師。徳重の手腕に感銘を受け、総合診療科へ転科した。

#### 魚虎総合病院
東郷康二郎（とうごう こうじろう）
演 - 新田真剣佑（青年期：小幡海潤）
外科医。診断も技術も有能な医師であり、院内でも一目置かれている。頭頸部外科専門の資格も有している。患者の意思よりも合理性を重視する冷徹な面があり、また、同僚医師らにも表情を変えることなく淡々と接している。外科部長の東郷陸郎は父。
鹿山慶太（かやま けいた）
演 - 清水尋也
内科専攻医で、滝野の同期。熱血な滝野とは対照的に、与えられた仕事を卒なくこなせば良いという冷淡な考えの持ち主。
名和悟（なわ さとる）
演 - 永野宗典（第4話 - ）
内科科長。
金山覚（かなやま さとし）
演 - カトウシンスケ（第2話 - ）
救命救急医。
大須哲雄（おおす てつお）
演 - 岡崎体育
麻酔科医。医局でも口数が少なく、必要以上のコミュニケーションは取らない。仕事を過不及無く終わらせ、速やかに退勤する。食べることが大好きである。
豊橋亜希子（とよはし あきこ）
演 - 池谷のぶえ
古参看護師。情報通である。総合診療科に配属された。
平手秀（ひらて しゅう）
演 - 本多力
耳鼻咽喉科医。
天白龍馬（てんぱく りょうま）
演 - 矢部太郎
精神科医。
瀬戸舞子（せと まいこ）
演 - 松井遥南
看護師。
茶屋坂心（ちゃやさか こころ）
演 - ファーストサマーウイカ（幼少期：野田あかり）
心臓血管外科医。困難な手術に定評があり、“ハートのクイーン”の異名に違わず次世代ホープの呼び声も高いスター医師。ひと癖ある性格で好奇心旺盛。
戸田勝久（とだ かつひさ）
演 - 羽谷勝太
心臓血管外科医。滝野・鹿山と同期で3年目。
刈谷晋一（かりや しんいち）
演 - 藤井隆（第2話 - ）
地域連携室に所属する医療ソーシャルワーカー。
成海辰也（なるみ たつや）
演 - 津田寛治
整形外科科長。
東郷陸郎（とうごう ろくろう）
演 - 池田成志
外科部長であり、康二郎の父。北野とは同期であるが病院運営方針に相違があり、北野が新設した総合診療科の存在意義に異を唱えている。
北野栄吉（きたの えいきち）
演 - 生瀬勝久
院長。総合診療科を新設する決定を下した張本人。東郷とともに赤池の教え子であった。徳重が魚虎総合病院救急科に勤務していた際に総合診療医の資質があると確信し、赤池に紹介した。
有松しおり（ありまつ しおり）
演 - 木村佳乃
小児科科長。

#### その他
赤池登（あかいけ のぼる）
演 - 田中泯
徳重の恩師。日本の総合診療科設立に尽力してきた。過去には大規模の総合病院で腕を振るい、後進育成に努めていた。現在は離島の診療所で地域医療に力を注いでいる。

#### ゲスト

##### 第1話
黒岩百々（くろいわ もも）
演 - 仲里依紗
全身に走る激痛を訴え、魚虎総合病院整形外科を受診した女性。ドクターショッピングのように、いくつもの病院を受診し精密検査を受けているが異常が認められず、診断がつかないことから適切な治療を受けることが出来ずに苦しんでいた。徳重によって線維筋痛症であることが判明する。
横吹順一（よこぶき じゅんいち）
演 - 六平直政（第3話）
階段から転落して左足首を骨折し、入院中の居酒屋を営む男性。転落の原因は心筋梗塞の初期症状の痛みからであったが、整形外科ではその原因まで掘り下げることをしていなかった。
上司、同僚
演 - 赤ペン瀧川、梅舟惟永
黒岩百々の上司と同僚。
横吹の妻
演 - 山口智恵

老婆
演 - 木村八重子
「どこもかしこも痛い」とぼやくリハビリ患者。
整形外科医
演 - 田上ひろし
黒岩百々の症状に診断がつけられないかかりつけ医。
警備員
演 - 数ヒロキ
魚虎総合病院の警備員。

##### 第2話
岡崎咲（おかざき さく）
演 - 黒川晏慈（第1話）
先天性心疾患を抱え、在宅医療を続けている少年。誕生した時から有松が主治医を務めてきた。14歳の夏、インフルエンザに罹患したことがきっかけとなり容態が急変、心不全を引き起こし死亡した。
多忙な両親に代わり面倒を見てくれた兄・拓を心から信頼して成長した。素直な性格と明るい笑顔で周囲の人々から愛される少年であった。
岡崎拓（おかざき たく）
演 - 杉田雷麟（第1話）（幼少期：橋本則行）
咲の兄。17歳。4歳の時に弟・咲が生まれ「お兄ちゃん」になった。物心ついた頃から自身の感情を押し殺し、心臓疾患のある弟に常に寄り添って介護をするヤングケアラーになる。
誰よりも大切な弟を亡くした悲しみや喪失感と同時に、心の何処かで安堵している気持ちに戸惑いを覚えて自身を嫌悪し、葛藤する。
岡崎浩司
演 - 東根作寿英
拓と咲の父。次男の手術費用や治療費が嵩むため仕事量を増やすが思うほど成果が出ず、更に無理がたたって腰痛を患う。また、病院の付き添いなど介護に費やす時間が十分に取れないことも妻と諍いを起こす原因となり険悪になる。2年前に離婚が成立、父子家庭となった。
咲が亡くなった半月後、18歳の誕生日を迎えた拓が「子どもの頃から行きたかった」というヒーローショーに二人で出かける。
拓の母
演 - 市原茉莉
仕事と家事、介護、治療費や生活費の工面に追われる生活に疲れ、子どもたちを置いて家を出る。離婚成立後は子どもたちに会っていない。
患者
演 - 小峠英二（バイきんぐ）
頭痛に悩み、総合診療科で問診を受ける患者。
店主
演 - 川守田政人
岡崎兄弟行きつけのケーキ屋の店主。

##### 第3話
堀田義和（ほった よしかず）
演 - 津田健次郎（第1話・第2話・第4話）
キー局のアナウンサー。53歳。落ち着きのある声で人気の看板アナウンサー。喉に違和感を覚えたため検査を受けた結果、声帯の近くに下咽頭癌（粘表皮癌）の病巣が見つかり、切除手術を行うことが最善策であると診断された。しかし、「声」を失う可能性も否めないために躊躇する。
堀田琴葉
演 - 倉沢杏菜（第4話）
堀田の一人娘。大学生。父の仕事を誇りに思い、尊敬している。
堀田美穂
演 - 吉沢梨絵（第4話）
堀田の妻。
橘恭二〈58〉
演 - 中野剛
がん治療に専念するため活動休止を発表した俳優。
ディレクター
演 - 松尾淳一郎
堀田義和がMCをつとめる「ごごピタッ」のディレクター。
フロアディレクター
演 - 瀬戸口祥侑
堀田義和がMCをつとめる「ごごピタッ」のフロアディレクター。
琴葉の友達
演 - 奥野美紗
琴葉のタブレットでビデオ通話している。
アナウンサー
演 - 良原安美（TBSアナウンサー）
「ごごピタッ」のアシスタントMC。
アナウンサー
声 - 南波雅俊（TBSアナウンサー）
世界陸上の告知をするアナウンサー。
患者とその連れ
演 - 長州力、池野慎太郎
魚虎総合病院の廊下を車椅子で移動している。
医師
演 - 志田美由紀
堀田義和のカンファレンスに出席している魚虎総合病院医師。

##### 第4話
安城耕太（あんじょう こうた）
演 - 浜野謙太
健康診断で糖尿病と判明して食事管理を徹底するも、半年たっても検査結果が改善せず、内科から総合診療科に廻された会社員。
安城早智（あんじょう さち）
演 - 倉科カナ
耕太の妻。
患者
演 - 信川清順
娘が自分の話を聞きゃしないと嘆いている。
演 - あばれる君
何でデカい病院の先生は態度までデケえの？とボヤく。
演 - 斎藤司（トレンディエンジェル）
胃薬をもう少し多めに出してほしい、としか言わない男性。
社長
演 - 岩田知幸
耕太をランチに誘う営業先の社長。
耕太の両親
演 - 山口カンジ、松村清美
糖尿病の父親に母親がインスリンの注射を打っていた。

##### 第5話
茶屋坂愛（ちゃやさか あい）
演 - 朝加真由美
茶屋坂心の母親。松影流玄遠庵茶道教室師範。68歳。急性大動脈解離、及び脳虚血併発の疑いで救急搬送されてきた。娘である心臓外科医の茶屋坂心の執刀で一命は取り留めたものの、脳虚血の後遺症で記憶の混乱と右半身麻痺が認められ、今後の自立生活は困難であると診断された。
母手ひとつで心を厳格に養育。何処に出しても恥ずかしくない娘に育てるために幼い心の意思は二の次にし、抑圧して御する躾を施した。しかし、成長した心とはいつからか気持ちがすれ違うようになっていた。
矢田（やだ ゆうすけ）
演 - 吉田ウーロン太
急性発症の左下肢痛を訴え搬送されてきた患者。徳重は大動脈解離と診断する。
記者
演 - 辻本みず希
茶屋坂にインタビューする記者。
救急隊員
演 - 相田雄一郎
茶屋坂愛を救急搬送した横須賀消防署の救急隊員。
鯛焼き屋店主
演 - 瀬戸口祥侑
晃が食べていた鯛焼き屋の店主。

### スタッフ
- 原作 - 富士屋カツヒト『19番目のカルテ 徳重晃の問診』（ゼノンコミックス / コアミックス）[1]
- 脚本 - 坪田文[1]
- プロデューサー - 岩崎愛奈[1]
- 音楽 - 桶狭間ありさ[42]
- 主題歌 - あいみょん「いちについて」（unBORDE / Warner Music Japan）[42]
- 医療監修 - 生坂政臣（日本専門医機構 総合医療専門医検討委員会 委員長）[43]、内倉淑男（横須賀市立総合医療センター）
- 医療指導 - 山崎嘉之（公立学校共済組合関東中央病院）、小川史洋（横浜市立大学）、布施友里恵（ユーエムエス）
- 医療協力 - 小川祟之（東京慈恵会医科大学、長尾景光、廣江成欧
- 企画 - 益田千愛[1]
- 協力プロデューサー - 相羽めぐみ[1]
- 演出 - 青山貴洋、棚澤孝義、泉正英[1]
- 編成 - 吉藤芽衣、髙田脩[1]
- 製作 - TBSスパークル、TBS

### 放送日程
| 話数                                                                     | 放送日  | サブタイトル                                                        | 演出     | 視聴率 |
| ------------------------------------------------------------------------ | ------- | ------------------------------------------------------------------- | -------- | ------ |
| 第1話                                                                    | 7月13日 | その医師が、人を、医療を、変えていく―― 総合診療医を描く新医療ドラマ | 青山貴洋 | 11.4%  |
| 第2話                                                                    | 7月27日 | ヒーローも、怪獣も、                                                | 青山貴洋 | 11.6%  |
| 第3話                                                                    | 8月03日 | どの道を選んでも                                                    | 棚澤孝義 | 10.0%  |
| 第4話                                                                    | 8月10日 | 誰かと生きるということ                                              | 泉正英   | 10.3%  |
| 第5話                                                                    | 8月17日 | 心はどこにある                                                      | 棚澤孝義 | 9.6%   |
| 平均視聴率 %（視聴率はビデオリサーチ調べ、関東地区・世帯・リアルタイム） |         |                                                                     |          |        |

- 初回は21時 - 22時9分の15分拡大放送。
- 7月20日は第27回参議院議員通常選挙に伴う選挙特別番組『選挙の日2025』放送のため放送休止[50][51][52]。

| TBS系 日曜劇場                         | TBS系 日曜劇場                      | TBS系 日曜劇場                                   |
| 前番組                                 | 番組名                              | 次番組                                           |
| -------------------------------------- | ----------------------------------- | ------------------------------------------------ |
| キャスター （2025年4月13日 - 6月15日） | 19番目のカルテ （2025年7月13日 - ） | ザ・ロイヤルファミリー （2025年10月 - 〈予定〉） |